# 洛里州
洛里州（發音：[lɔˈri] ⓘ）是亞美尼亞北部的一个州，與阿拉加措特恩州、科泰克州、希拉克州、塔武什州等州份相鄰，州府为瓦纳佐尔。全州面积为3,799平方公里，2011年人口数量为235,537人。

## 旅游
哈格帕特修道院和薩納欣修道院是联合国科教文组织的世界遗产。

## 体育
足球、手球和冬季运动在洛里很受欢迎。
瓦纳佐尔、阿拉韦尔迪，Akhtala和Tumanyan有足球场。
FC Lori，FC Vanadzor，Debed FC和FC Akhtala代表该州参加国国内的足球比赛。但由于财政困难，他们全部解散。
FFA Vanadzor足球学院于2016年开始运营。

## 人口
根据2011年官方普查，洛里人口235,537人（111,675人，女性123,862人），占亚美尼亚全部人口的7.8％左右。 城镇人口137,784人（58.5％），农村人口97753人（41.5％）。 全州有8个城市和105个农村社区。 最大的城市社区是Vanadzor的州中心，人口86,199。 其他城市中心有阿拉韦尔迪，Stepanavan，Spitak，Shamlugh，Tashir，Akhtala和Tumanyan。